# Ковалёв, Андрей Матвеевич
Андре́й Матве́евич Ковалёв (29 декабря 1916, село Новоникольск, Воронежская губерния — 28 июля 2002, Челябинск, Россия) — участник Великой Отечественной войны, командир танкового батальона 55-й гвардейской танковой бригады 7-го гвардейского танкового корпуса 3-й гвардейской танковой армии 1-го Украинского фронта, гвардии капитан, Герой Советского Союза.

## Биография

Мемориальная доска в Каменске-Шахтинском.

Родился 29 декабря 1916 года в селе Новоникольск (ныне Богучарского района Воронежской области) в крестьянской семье. Русский.
В 1936 году окончил педагогическое училище в городе Ростов-на-Дону.
В Красной Армии с 1937 года. В 1939 году окончил Саратовское танковое училище. Член ВКП(б)/КПСС с 1940 года. Участник Великой Отечественной войны с июня 1941 года.
Командир танкового батальона гвардии капитан Андрей Ковалёв, находясь с 8 ноября 1943 года в глубоком вражеском тылу в районе села Паволочь Попельнянского района Житомирской области Украины, умело управлял боем вверенного ему подразделения. Танковый батальон Ковалёва отразил многочисленные атаки превосходящих сил противника, нанеся ему значительный урон в живой силе и боевой технике. После получения приказа об отходе вывел батальон из окружения.
Указом Президиума Верховного Совета СССР «О присвоении звания Героя Советского Союза генералам, офицерскому, сержантскому и рядовому составу Красной Армии» от 10 января 1944 года за «образцовое выполнение боевых заданий командования на фронте борьбы с немецко-фашистскими захватчиками и проявленные при этом отвагу и геройство» удостоен звания Героя Советского Союза с вручением ордена Ленина и медали «Золотая Звезда» (№ 2629).
После войны продолжал службу в армии. В 1946 году окончил Военную академию бронетанковых и механизированных войск, а в 1955 году — Военную академию Генерального штаба. Занимал должности командира танкового полка, заместителя командира танковой дивизии.
С 1964 года гвардии полковник находился в запасе. С 1966 года жил в г. Каменск-Шахтинском Ростовской области, а с 1996 — в г. Челябинске, где и скончался 28 июля 2002 года.
Похоронен в г. Челябинске на Успенском кладбище.

## Награды
- Награждён орденами Александра Невского, Отечественной войны 1-й степени, двумя орденами Красной Звезды, а также медалями.

## Память

Мемориальная доска в Челябинске

- В 2000 году Богучарский городской Совет народных депутатов принял решение о переименовании одной из улиц города в улицу Героя Советского Союза А. М. Ковалёва.
- В Парке Победы г. Каменска-Шахтинского Ростовской области Герою установлена мемориальная доска.
- В память о Ковалёве А. М. также был переименован бывший переулок Яковенко в г. Каменске-Шахтинском (причём ещё при его жизни, в 1973 году).
- В г. Челябинске, на фасаде дома, где Герой жил с 28 июня 1996 по 28 июля 2002 годы (ул. Братьев Кашириных, 101а), в память о нём установлена мемориальная доска[3][4].